# 银河系漫游指南 (电视剧)
《银河系漫游指南》由英國廣播公司第二台于1981年1月到2月播出的一部改编自道格拉斯·亚当斯同名小说的电视剧。本剧是继1978年和1980年原始广播剧、1979年的第一部小说和磁带、1979年和1980年的舞台剧之后的第五代指南。
节目中，西蒙·琼斯扮演Arthur Dent，David Dixon扮演Ford Prefect，Mark Wing-Davey扮演Zaphod Beeblebrox，Sandra Dickinson扮演Trillian。指南的配音员是Peter Jones。西蒙·琼斯、Peter Jones、Stephen Moore和Mark Wing-Davey之前曾在1978/80年广播剧中演出。除此之外，节目中有一些名人客串演出，其中亚当斯自己就出现过几次。
虽然起初BBC高管认为此剧难以拍成电视，节目依然由导演Alan J. W. Bell成功制作和拍摄，且赢得1981年度皇家电视学会最原创节目奖，也因动画和剪辑获得了数项BAFTA奖项。